# Klosstjärnen (Envikens socken, Dalarna)
Klosstjärnen är en sjö i Falu kommun i Dalarna och ingår i Dalälvens huvudavrinningsområde.